# Ribadedeva
Ribadedeva (asztur-leóni nyelven Ribedeva vagy Ribadeva) település Spanyolországban, Asztúria autonóm közösségben. Ribadedeva Llanes, Peñamellera Baja és Val de San Vicente községekkel határos. Lakosainak száma 1693 fő (2024).

## Népesség
A település népessége az utóbbi években az alábbiak szerint változott:
| Lakosok száma | 1846 | 1890 | 1887 | 1852 | 1904 | 1862 | 1753 | 1756 | 1724 | 1693 |
|               | 2001 | 2004 | 2007 | 2009 | 2012 | 2014 | 2017 | 2019 | 2022 | 2024 |